# Ди (порноактриса)
Ди (англ. Dee, род. 17 февраля 1979 года, настоящее имя — Ванесса Апарисио (Vanessa Aparicio)) — американская порноактриса, эротическая фотомодель и режиссёр.

## Биография
Родилась на острове Пуэрто-Рико в феврале 1979 года. Имеет пуэрто-риканские, итальянские и индийские корни. В возрасте пяти лет вместе с семьёй переехала в Нью-Йорк. Там работала консультантом и моделью нижнего белья в нескольких компаниях.
В октябре 1997 года появилась на обложке журнала Hustler.
Работала с такими студиями, как Adam & Eva, VCA, Devil's Film, 3rd Degree, Vivid, Wicked Pictures, Zero Tolerance, Penthouse, New Sensations, Elegant Angel, Evil Angel, Dreamland, Cal Vista, Sin City и другими.
Есть татуировки на левом запястье и левой лодыжке.
Ушла из порноиндустрии в 2013 году, снявшись в общей сложности в 579 фильмах и срежиссировав 15 порнолент.

## Премии и номинации
| Год  | Церемония  | Результат | Номинация                                                    | Работа                   |
| ---- | ---------- | --------- | ------------------------------------------------------------ | ------------------------ |
| 1999 | AVN Awards | Номинация | Лучшая новая старлетка                                       | н/д                      |
| 1999 | AVN Awards | Номинация | Лучшая сцена группового секса                                | My Baby Got Back 15      |
| 1999 | AVN Awards | Номинация | Лучшая групповая лесбийская сцена (вместе с Эшли Рене и др.) | No Man’s Land 20         |
| 1999 | AVN Awards | Номинация | Лучшая групповая лесбийская сцена                            | Welcome to the Cathouse  |
| 2000 | AVN Awards | Номинация | Лучшая актриса второго плана                                 | Revenge                  |
| 2000 | AVN Awards | Номинация | Лучшая групповая лесбийская сцена                            | Statues                  |
| 2000 | XRCO Award | Номинация | Невоспетая сирена года                                       | н/д                      |
| 2001 | AVN Awards | Номинация | Актриса года                                                 | н/д                      |
| 2001 | AVN Awards | Номинация | Лучшая актриса второго плана                                 | Essentially Dee          |
| 2001 | AVN Awards | Номинация | Лучшая парная сцена                                          | Screamers                |
| 2001 | AVN Awards | Номинация | Лучшая сцена группового секса                                | Essentially Dee          |
| 2004 | AVN Awards | Номинация | Лучшая групповая лесбийская сцена                            | Hustlaz: Diary of a Pimp |
| 2004 | AVN Awards | Номинация | Лучшая сцена втроём                                          | Latin Amore              |
| 2004 | AVN Awards | Номинация | Лучшее сольное исполнение                                    | Becoming Georgia Adair   |
| 2009 | AVN Awards | Номинация | Лучшая тройная лесбийская сцена                              | Jenna’s Gallery Blue     |